# 대곡초등학교 (경남)
대곡초등학교는 대한민국 경상남도 진주시 대곡면 와룡리에 있는 공립 초등학교이다.

## 학교 연혁
- 1927년 4월 24일 대곡공립보통학교(4년제) 개교
- 1938년 4월 1일 대곡공립심상소학교(6년제)로 개칭[1]
- 1941년 4월 1일 대곡공립국민학교로 개칭[2]
- 1996년 3월 1일 대곡초등학교로 개칭[3]
- 1998년 9월 1일 마진분교, 월암분교 통합
- 2006년 9월 1일 단목초등학교 통합
- 2013년 3월 1일 학교 역사관 설립
- 2019년 3월 1일 제37대 이홍철 교장 부임
- 2021년 2월 9일 제91회 졸업식(총 6857명 졸업)

## 학교 상징
- 우리 학교 꽃 - 국화 : 꽃말 - 청순, 정조, 평화, 절개, 고결 백색국화 - 성실, 진실, 감사 황색국화 - 실망, 짝사랑 적색국화 - 나는 당신을 사랑한다.
- 우리 학교 나무 - 소나무 :  꽃말 - 굳셈, 장수, 절개와 지조, 영원함

## 참고 자료
- 대곡초등학교 - 한국교육학술정보원 학교알리미